# Leptopleuron lacertinum
Leptopleuron lacertinum, noto anche come Telerpeton, è un rettile estinto, appartenente ai procolofoni. Visse nel triassico superiore (carnico, circa 228 milioni di anni fa) e i suoi resti fossili sono stati ritrovati in Scozia.

## Descrizione
Questo animale dall'aspetto tozzo era lungo circa 20 centimetri e aveva un aspetto che doveva ricordare quello dell'attuale rospo cornuto del deserto nordamericano (gen. Phrynosoma). Leptopleuron possedeva un cranio triangolare se visto dall'alto, dotato di spine robuste nella parte posteriore che dovevano difenderlo dai predatori. Le orbite erano eccezionalmente allungate. Le mascelle profonde erano dotate di una fila di denti molariformi allargati trasversalmente, che formavano un efficiente meccanismo triturante.

## Classificazione

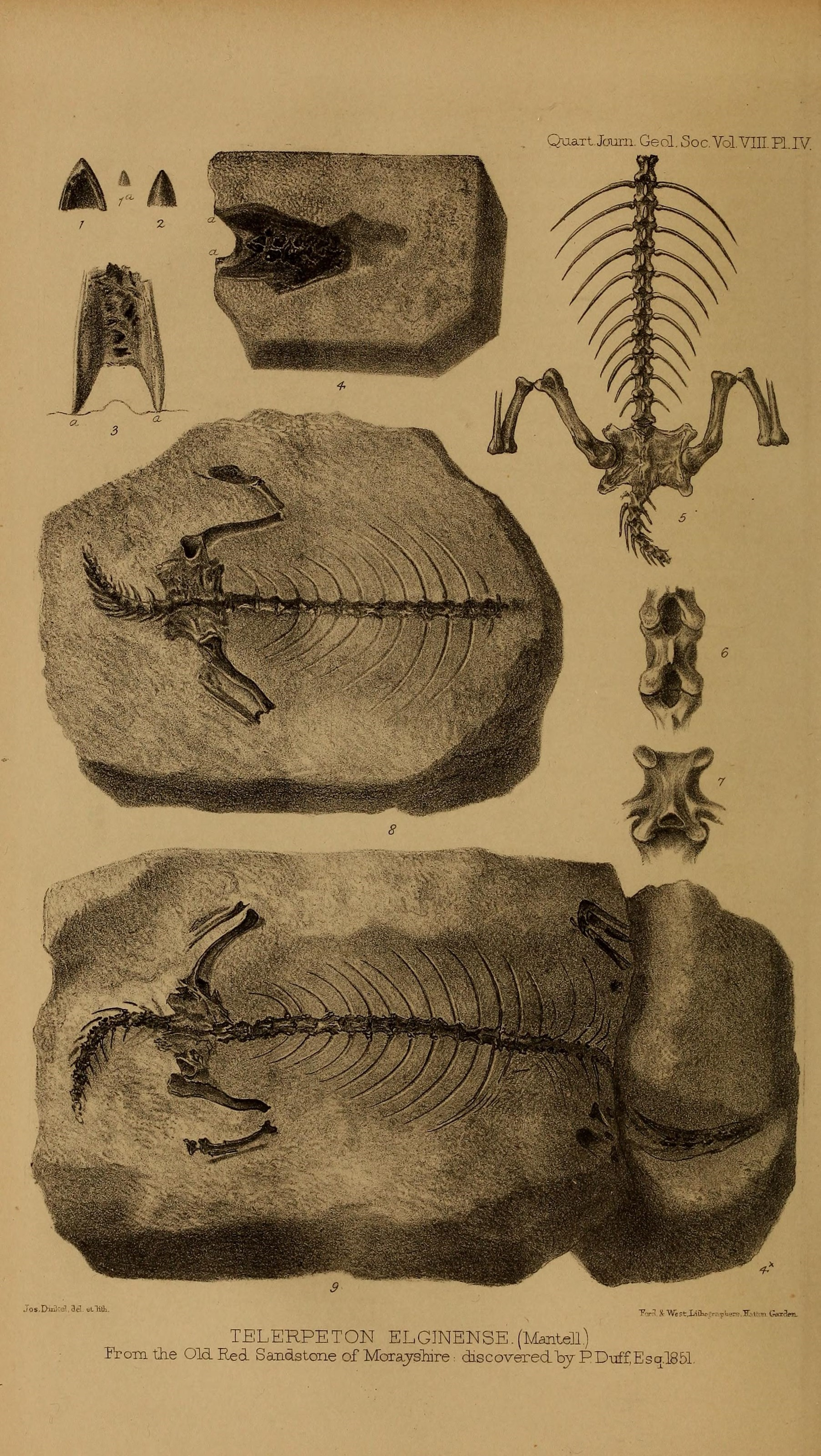
Illustrazione dei fossili di Leptopleuron lacertinum

Questo animale, i cui resti vennero ritrovati nelle arenarie di Lossiemouth in Scozia, venne descritto per la prima volta da Richard Owen nel 1851. Per lungo tempo venne considerato variamente come una lucertola (dallo stesso Owen e in seguito da Thomas Huxley) o un anfibio (da Gideon Mantell, nel 1852, che lo chiamò Telerpeton elginense), ma fu solo nel 1904 che le sue reali parentele vennero definite: fu Boulenger a notare le sue affinità con una forma sudafricana, Procolophon, e a classificarlo tra i Procolophonia nell'ordine dei Cotylosauria, ovvero i rettili più antichi e primitivi. Leptopleuron attualmente è considerato un membro specializzato dei procolofoni, strettamente imparentato con una forma nordamericana di grosse dimensioni, Hypsognathus, e con una forma cinese, Paotedon.

## Paleoecologia
È probabile che Leptopleuron fosse dotato di mascelle e denti trituranti che gli permettevano di nutrirsi di una grande varietà di cibi, tra cui piante e insetti. Le protuberanze nella parte posteriore del cranio dovevano permettere all'animale di difendersi efficacemente dagli attacchi dei predatori.